# Sługa ludu (serial telewizyjny)
Sługa narodu (ludu) (ukr. Слуга народу) – ukraiński serial komediowy. Nadawany w latach 2015–2019 na antenie stacji telewizyjnej 1+1.

## Fabuła
Głównym bohaterem serialu jest zwykły nauczyciel historii Wasyl Hołoborodko. Zostaje sfilmowany przez jednego z uczniów, gdy krytykuje korupcję na Ukrainie i ukraińskie władze; film ten trafia do serwisu YouTube i zdobywa tam dużą popularność. Po namowach uczniów Hołoborod’ko postanawia wystartować w wyborach prezydenckich. Pieniądze na kampanię zdobywa poprzez crowdfunding. Niespodziewanie wygrywa wybory i zostaje prezydentem Ukrainy. Po objęciu prezydentury podejmuje walkę z korupcją i oligarchami.

## Obsada
- Wołodymyr Zełenski – Wasyl Hołoborodko
- Stanisław Boklan – Jurij Czujko
- Wiktor Sarajkin – Petro Hołoborod’ko
- Natalia Sumska – Maria Hołoborod’ko
- Jekaterina Kisten – Swietłana Sachno
- Elena Krawec – Olga Miszczenko
- Jehwen Koszewyj – Serhij Muchin

## Spis serii
| Seria | Odcinki    | Premierowa emisja    | Premierowa emisja |
| Seria | Odcinki    | Premiera serii       | Finał serii       |
| ----- | ---------- | -------------------- | ----------------- |
| 1     | 1-24 (24)  | 16 listopada 2015    | 9 grudnia 2015    |
| 2     | 25–48 (24) | 23 października 2017 | 16 listopada 2017 |
| 3     | 49-51 (3)  | 27 marca 2019        | 28 marca 2019     |

## Wpływ
Serial znacznie spopularyzował Wołodymyra Zełenskiego, który w 2019 roku został wybrany na prezydenta Ukrainy. Taką samą nazwę jak serial ma partia, której kandydatem był Zełenski w wyborach prezydenckich.

## Wersja polska
4 marca 2023 r. w serwisie Polsat Box Go miała premierę polska wersja serialu pt. Sługa narodu, w której główną rolę zagrał Marcin Hycnar.